# ТЕС Читтагонг (C-BMPP)
22°19′23″ пн. ш. 91°51′51″ сх. д. / 22.32306° пн. ш. 91.86417° сх. д.
ТЕС Читтагонг (C-BMPP) — колишня теплова електростанція на південному сході Бангладеш, особливістю якої було розташування генеруючого обладнання на баржі.
Станція, відома як Chittagong Barge-Mounted Power Plant («Змонтована на баржі Читтагонзька електростанція»), розпочала роботу у 1986 році. На плавучій основі змонтували дві встановлені на роботу у відкритому циклі газові турбіни General Electric LM — 5000, після чого доправили її до міста Читтагонг та встановили на постійну стоянку на річці Карнафулі неподалік від ТЕС Шікалбаха (наразі плавуча основа стала частиною суходолу).
Хоча за проектом C-BMPP мала працювати у базовому режимі, проте по факту вона в основному здійснювала покриття пікових навантажень у енергосистемі. Станом на початок 2000-х фактична потужність її агрегатів знизилась до 20 — 23 МВт.
Станом на 2009-й C-BMPP електроенергії вже не виробляла. В наступному десятилітті цю плавучу станцію виключили зі складу генеруючих потужностей Бангладеш.
C-BMPP використовувала природний газ, який надходив по трубопроводу Бахрабад – Читтагонг.